# Edmund Sobkowiak
Edmund Sobkowiak est un boxeur polonais vice-champion d'Europe amateur en 1937 né le 25 janvier 1914 à Poznań et mort en 1988 à Varsovie. 

## Palmarès

### Championnats d'Europe de boxe anglaise
- Médaillé d'argent en poids mouches à Milan en 1937

### Championnats de Pologne de boxe anglaise
- Médaillé de bronze en poids coqs en 1946.
- Médaillé d'or en poids mouches en 1935 et 1936 et en poids coqs en 1939.